# كريم العواضي
كريم العواضي لاعب كرة قدم دولي تونسي (مواليد 2 مايو 1986). يلعب في خط الوسط.

## روابط خارجية
- كريم العواضي على موقع قاعدة بيانات كرة القدم.إي يو (الإنجليزية)
- كريم العواضي على موقع ناشيونال فوتبول تيمز (الإنجليزية)
- كريم العواضي على موقع Soccerway.com (الإنجليزية)
- كريم العواضي على موقع عالم كرة القدم.نت (الإنجليزية)
- كريم العواضي على موقع كووورة